# 야마시타역 (도쿄도)
야마시타역(일본어: 山下駅, やましたえき)은 일본 도쿄도 세타가야구에 있는 도쿄 급행 전철 세타가야 선의 역이다. 오다큐 전철 오다와라 선 고토쿠지 역과의 환승이 가능하다. 역 번호는 SG08이다.

## 역 구조
상대식 승강장 2면 2선의 지상역이다. 아침 러시아워에는 담당자가 배치되어 운임 수수를 실시한다. 과거는 상행 승강장의 시모타카이도 방향에 매점이 영업하고 있었다.

### 승강장
| 승강장 | 노선        | 방향 | 행선                    |
| ------ | ----------- | ---- | ----------------------- |
| 서     | 세타가야 선 | 하행 | 시모타카이도 방면       |
| 동     | 세타가야 선 | 상행 | 가미마치・산겐자야 방면 |

## 역 주변
- 고토쿠지
- 고토쿠지 상점가
- 야마시타 상점가
- 오다큐 전철 오다와라 선 고토쿠지 역
- 도쿄 도도 제427호선 세타누쿠이 선
- 고토쿠지 역전 우체국

## 역사
- 1925년 5월 1일: 야마시타역으로 영업 개시.
- 1939년 10월 16일: 다마덴야마시타역으로 역명 변경.
- 1969년 5월 11일: 야마시타역 역명 환원.
- 2001년 2월 11일: 승강장 둑 증축 공사 실시.

## 사진

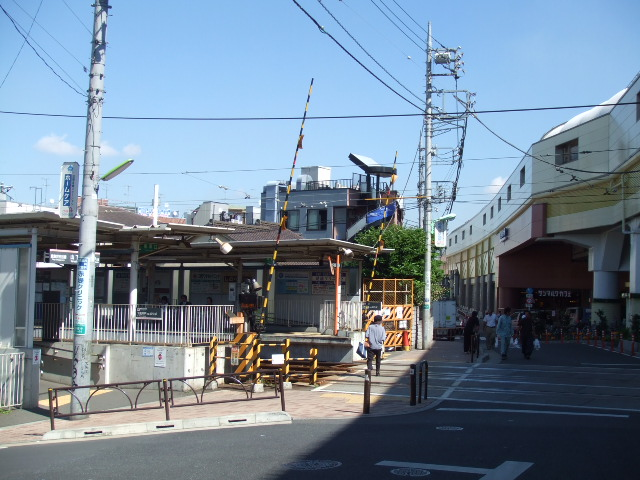
고토쿠지 1초메, 좌측이 야마시타 역 우측이 고토쿠지 역이다.
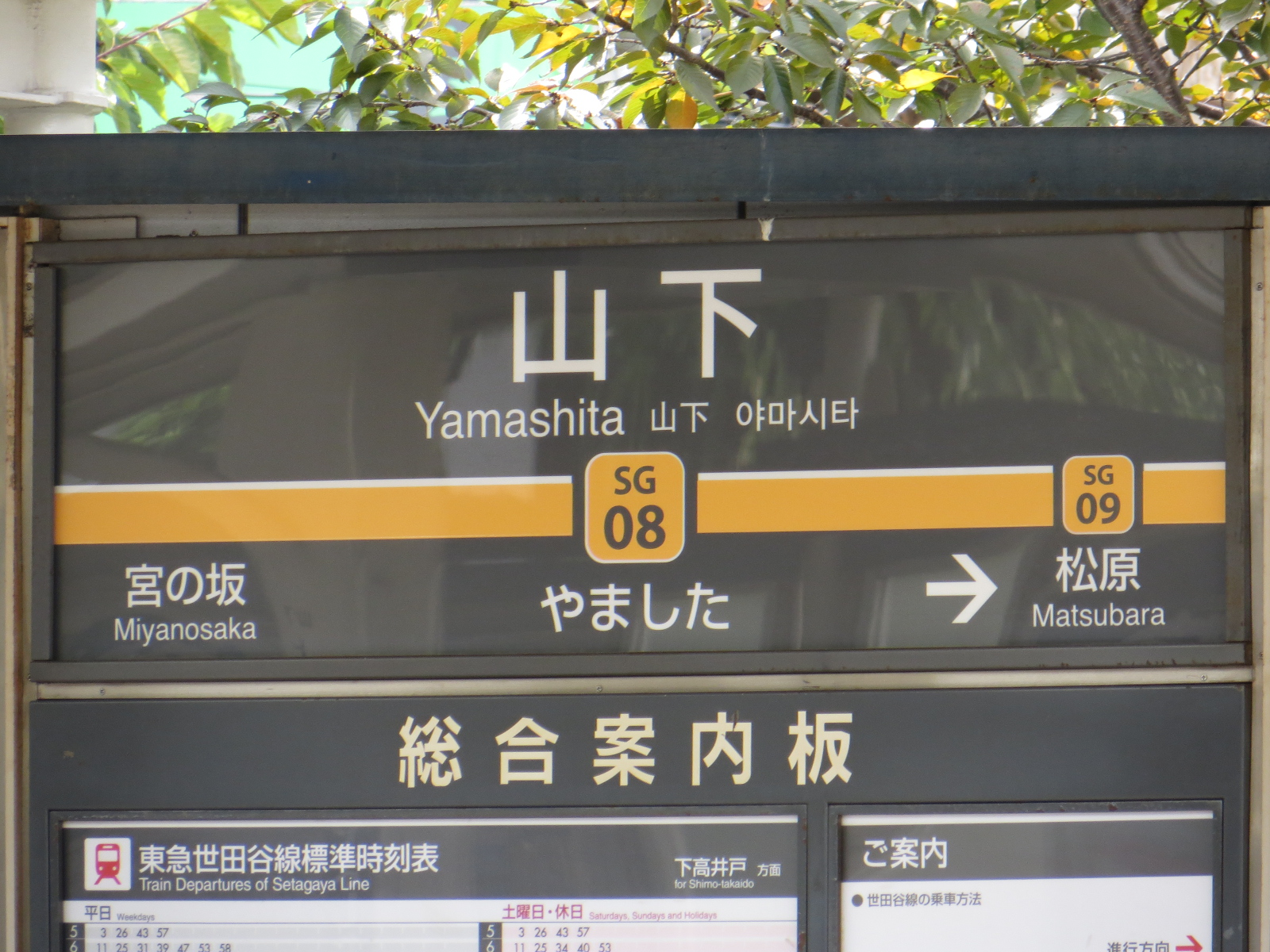
역명판

## 인접역
| 도쿄 급행 전철 세타가야 선     | 도쿄 급행 전철 세타가야 선 | 도쿄 급행 전철 세타가야 선       |
| ------------------------------ | -------------------------- | -------------------------------- |
| SG 07 미야노사카 산겐자야 방면 |                            | 마쓰바라 SG 09 시모타카이도 방면 |